# Арії

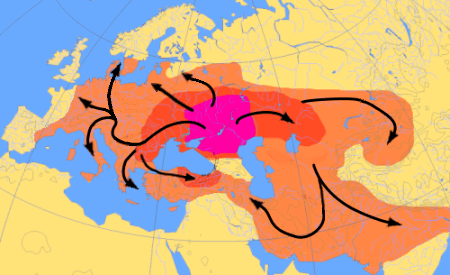
Завоювання індоєвропейців 4000-1000 рр. до н. е. за курганною гіпотезою.

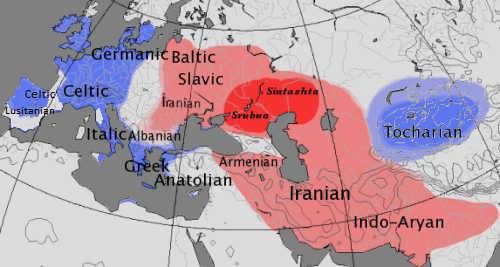
Ізоглоси кентум і сатем (червоний) 2500—500 рр. до н. е.

А́рії, арі́йці — термін що походить від санскриту ārya - «благородний, шляхетний, світлоносний, або вельможа», був прийнятий ранніми лінгвістами Нового часу для позначення індоєвропейських мов, зокрема стародавні народи, або носіїв мови індоіранської підродини. Назва зустрічається в найдавніших індійських та іранських джерелах. Арії протиставляли себе «нешляхетним» чужинцям «турам», «дхаса».
Пізніші припущення розширили значення слова та використовувалося як нейтральний термін для означення індоєвропейської мовної родини або ж європеоїдної раси чи її підтипів. Проте, слід зазначити, що з виключно наукового обігу в такому значенні це слово випало вже на початку ХХ сторіччя: наприклад, вже Грушевський вважав його використання для означення індоєвропейської мовної спільноти застарілим. 
Згодом, це розширення значення стало позначати передбачувану расову групу, яку (переважно) німецькі та британські расистські письменники ХІХ - початку ХХ ст. визначали як нордичну «панівну расу», відповідальну за більшу частину досягнень європейської цивілізації, виправдовуючи їхнє «природне право» на панування над «необраними» спільнотами. Особливо термін «арійці» широко використовували керівники Третього Рейху для позначення світловолосих і світлооких людей і термін «обріс» стереотипами. Однак, це ширше використання давно дискредитовано і у науці другої половини XX — початку XXI ст. Сьогодні термін практично не вживається як синонім слова «індоєвропейці» і навіть там, де його використання є цілком коректним, його часто вимушено замінюють синонімами «індоіранці», «давні індоєвропейці», тощо. Проте, слово «арійський» досі часто використовується стосовно стародавнього близькосхідного світу як синонім індоєвропейської, або індоіранської.

## Найдавніші згадки
Найдавніші текстові свідчення індоіранської лексики знайдено в клинописних записах пізньої бронзової доби. Царі сирійської держави Міттані носять індоіранські імена, такі як Артатама, Арташшумара та Тушратта. У договорі між останнім правителем та Суппілуліумою I з Хатті боги Мітра, Варуна, Індра та Насатьї, знайомі з індійської Ріґведи, фігурують серед пантеону Міттані. Кіккулі, «із землі Міттані», використовує низку хуріанізованих індоіранських технічних термінів у своєму трактаті про дресирування коней-колісників, знайденому в хеттській столиці Хаттусі, наприклад, айкавартанна (aikawartanna) «одне коло», теравартанна (terawartanna) «подвійне коло». Найважливіше те, що позначення мар'янну (maryannu) «воїн-колісник, або дворянин», яке використовується на всій території, де домінує Міттані, базується на санскритському терміні мар'я (marya) «молодий чоловік», модифікованому шляхом проходження через хуритську та аккадську мови. Найбільш переконливим історичним поясненням такого стану речей є те, що невелика група індоіранських носіїв приєдналася до більшої групи хуритів ще до піднесення Міттані, ставши її правлячим класом і зберігши деякі її традиції навіть після культурної асиміляції з більшістю. Однак немає жодних доказів активного використання індоіранської мови в Міттані.

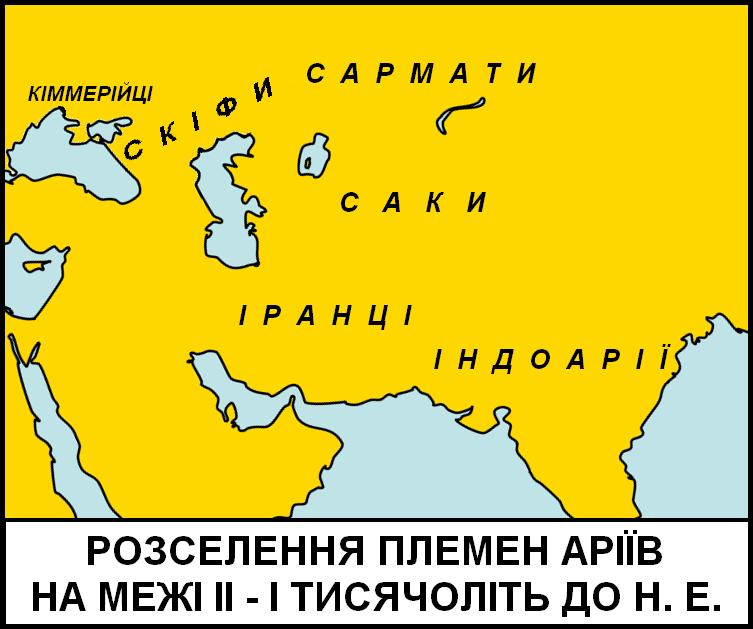
Розселення арійських (індо-іранських) племен на початку доби заліза

Термін «Арія» використовується 36 разів в 34 гімнах у Ріґведі, яка була складена ведичним санскритом і остаточно оформилась за часів ведичної цивілізації ще до появи писемності. Веди збереглись завдяки усній передачі в середовищі ведичного жрецтва. В наш час традицію підтримують брагмани течії шраута.
Хоча слово первісно було етнонімом, але вже в Ріґведі воно використовується як релігійний термін, означення що відокремлюють тих, хто жертвує «правильно» від тих, хто не належить до ведичної релігії. Пізніше в індуїзмі термін використовується для позначення релігійної праведності чи благочестя. Арія — «благородний, благочестивий, праведний».
Свою країну арії називали Ар'яварта, відомі синоніми, аналогічні назви — Аріана, Арія, Аратта, Хар'яна, Ар'янем-Ваеджа (Airyanem Vaejah), (авест. Airyanam Dahyunam), Іран, Орісса, який населяє народ Орія (Орія (мова)), та інші.

## Цивілізація Інду-Сарасваті
У багатьох гімнах всіх десяти мандал «Рігведи» (за винятком четвертого) прославляється або згадується могутня річка Сарасваті, що протікає «від гір до Індійського океану». Шрікант Талагері стверджує, що «Сарасваті згадується набагато частіше, ніж Інд, і грає настільки важливу роль у всій „Рігведі“, що їй поклоняються як одній з трьох великих богинь».
Згідно вченим, які займаються вивченням навколишнього середовища в доісторичні часи, річка Сарасваті висохла після того, як принаймні дві з її приток, Сатледж і Ямуна, змінили своє русло. «Низка тектонічних подій відвела русло Сатледжу на захід (в Інд), а Ямун на схід (в Ганг) … цим пояснюється зникнення такої могутньої річки як Сарасваті». Процес завершився близько 1750 року до н. е., але почався він набагато раніше, можливо зі зміщення пластів і величезної повені в період між 1900 і 2100 роками до н. е. П. Х. Франкфорт, використовуючи зображення, отримані з французького супутника SPOT виявив, що величезна річка Сарасваті існувала в дохарапський період і почала висихати у середині IV тисячоліття до н. е. Під час харапського періоду складна мережа іригаційних каналів використовувалася тільки в південній частині долини річки Інд. Згідно з цими дослідженнями, датою складання «Рігведи» можна вважати початок IV тисячоліття до н. е.
Однак в 10-й мандалі «Рігведи» дається список назв річок, у якому Сарасваті просто згадується, а величається в основному Інд. Це можна пояснити тим, що гімн з останньої, 10-ї мандали «Рігведи», можливо, датується періодом, коли Сарасваті почала висихати (середина IV тисячоліття до н. е.) і втратила свою перевагу. Більшість вчених сходяться на тому, що 10-а мандала «Рігведи» була складена пізніше.
Вздовж русла Сарасваті було виявлено 414 археологічних місць, тоді як в долині річки Інд — тільки близько сорока. Близько 80 % виявлених місць розкопок датуються IV або III тисячоліттям до н. е., з чого можна припустити, що культура в долині річки Сарасваті в цей час перебувала в періоді свого розквіту. Якщо прийняти, що рігведійські гімни були складені у цей період, то індоарійська міграція логічно не могла мати місця, оскільки індоєвропейці мали мешкати в Індії вже у IV тисячолітті до н. е.

## Фізична антропологія
Не існує явних генетичних свідчень доісторичної міграції з Індії, також як і немає свідчень загального генетичного зсуву в Європі після епохи палеоліту. Хемфілл не знаходить «підтримки для будь-якої моделі, в якій необхідно було б визнати споконвічне населення північної бактрійської оази Аму-Дар'ї вихідцями з долини річки Інд».
Практично повна відсутність за межами Індії специфічно індійської мітохондріальної гаплогрупи ДНК виключає переселення з Індії у великому масштабі. Таким чином, дослідження по знаходженню слідів можливої міграції з Індії в основному сфокусовані на Y-хромосомних гаплогрупах.
Y-хромосомна гаплогруппа R2 характеризується ДНК-маркером M124 і рідко зустрічається за межами Індії, Пакистану, Ірану і південної Центральної Азії. За межами південної Євразії M124 із незвичайно високою чистотою 0,440 був виявлений серед грузинських курманджі і, з набагато більш низькою чистотою 0,080, серед курманджі Туркменістану. M124 з чистотою 0,158 виявлений серед чеченців не може бути прикладом, оскільки був отриманий у результаті аналізу всього лише 19 людей. За винятком цих народностей, а також циганів, M124 не зустрічається у Східній Європі.
Поширення індоєвропейських мов асоціюється з Y-хромосом гаплогрупою R1a1, яка ототожнюється з ДНК-маркером M17. Ківісілд «вважає, що джерелом даної гаплогрупи є південна і західна Азія». Тоді як Генографічний проект Національного географічного товариства визначив, що M17 з'явився «в регіоні сучасної України чи південної Росії». Генетик і антрополог Спенсер Уеллс стверджує, що «прабатьківщина аріїв лежить за межами Індії. Ми дійсно маємо генетичні докази цього — явні генетичні свідоцтва від ДНК-маркера, який з'явився в південних степах Росії й України в період з 5000 до 10 000 років тому. Згодом він поширився на схід і південь і проник до Індії через Центральну Азію». M17 «показує, що протягом останніх 10 000 років стався масивний генетичний наплив зі степів до Індії. Якщо зіставити ці дані з археологічними свідченнями, то стара гіпотеза про вторгнення степових народів (а не тільки їх мови) стає схожою на правду».
Опубліковані в 2007 році дослідження С. Шарми підтримують індійське походження лінії R1a1 серед брахманів. Автор вказує на широко поширену присутність R1a *, спадкової групи, що сталася від R1a1, серед кашмірських брахманів і аборигенів індійського племені цукру. Сенгупта стверджує, що «міграції в період раннього голоцену з північно-західної Індії (включаючи долину річки Інд) передали R1a1-M17 хромосом як центральноазійських, так і південноазійських племенам».
Про давню міграцію населення з Y-гаплогрупою R1a1a (M17) з Південної Азії в Європу говорять дослідження Пітера Андерхілла, що побічно підтверджує теорію про вихід предків частини сучасних європейців з Індії.